# Shadow (entreprise)
Pour les articles homonymes, voir Shadow et Blade.
Shadow (anciennement Blade) est une société française spécialisée dans le cloud computing via son service « Shadow ». Cette société met à disposition un ordinateur dans un centre de données accessible à distance via une application ou un terminal, permettant à ses clients d'exploiter les composants informatiques de l'appareil à l'aide d'une connexion Internet.
Cet ordinateur dans le cloud devient utilisable depuis n'importe quelle connexion internet haut débit, à la manière d'un ordinateur personnel, que ce soit pour du jeux vidéo ou d'autres usages.

## Histoire
En 2015, Emmanuel Freund, Stéphane Héliot et Asher Kagan-Criou décident de créer leur start-up Blade, à l'origine du PC dans le cloud Shadow. Au début 2016, les fondateurs décident de faire une première levée de fonds de 3 millions d'euros, puis de 10 millions en octobre et enfin de 51 millions en 2017, auprès de Pierre Kosciusko-Morizet (Priceminister.com), Michaël Benabou (Vente-privée.com) et de l'homme d'affaires thaïlandais Nopporn Suppipat,,.
En septembre 2019, Blade est retenu dans la liste des start-up du Next40.
En octobre 2019, Blade lance une levée de fonds de 30 millions d'euros, dans un contexte d'arrivée des GAFAM sur son secteur,,. Shadow comptait plus de 70 000 utilisateurs à la même période.
En septembre 2020, Blade change de CEO et CTO pour Mike Fischer et Jean-Baptiste Kempf. En novembre, Shadow annonce avoir plus de 100 000 utilisateurs actifs.
En mars 2021, Blade est placé en redressement judiciaire,.
Le tribunal de commerce de Paris confie le 30 avril 2021 à HubiC, fondée par Octave Klaba, la reprise de l'entreprise. À la suite de cela, la société Blade est en cession et Shadow est géré par HubiC.
Blade annonce en mai 2021 une augmentation de ses tarifs ainsi que l'arrêt de ses formules avec engagement pour permettre au service d'acquérir une stabilité financière,.
L'entreprise change de nom dans la suite de l'année 2021, passant de « Blade » à « Shadow »,. Le 19 janvier 2023, l'entreprise annonce acquérir la société Genymobile pour un montant non-précisé.
La famille Klaba et la Caisse des Dépôts regroupent Shadow et le moteur de recherche Qwant dans une nouvelle structure, nommée Synfonium. L'objectif est de proposer à terme une alternative à Google Workspace et Office 365, proposant une suite de logiciels de productivité en cloud.
En 2022, l'entreprise lance son service d'hébergement de fichiers Shadow Drive, basé sur Nextcloud et promu par un raccourci sur Qwant.